# Kratki stiki
Kratki stiki je slovenski dramski film iz leta 2006 v režiji Janeza Lapajneta, ki je v pogojih gverilske produkcije nastal pod okriljem Triglav filma. Postal je absolutni zmagovalec 9. festivala slovenskega filma 2006, kjer je prejel osem vesen, vključno za najboljši film, režijo, scenarij in najboljšo glavno igralko (Tjaša Železnik v treh vlogah), ter nagrado revije Stop za igralca leta (Jernej Šugman). Film je bil prikazan v tekmovalnih sporedih številnih mednarodnih festivalov širom po svetu, na EuroFestu v kanadskem Montrealu leta 2008 pa je prejel kristalno oko za najboljši film. Film je bil tudi izbran za slovenskega kandidata za najboljši tujejezični film na 80. izboru oskarjev, vendar ni prišel v ožji izbor.